# Језеро Дунгтинг
Језеро Дунгтинг (кин: 洞庭湖 Dòngtíng Hú) је језеро у кинеској провинцији Хунан. Провинције Хубеј и Хунан су добиле име по свом положају у односу на ово језеро: Хубеј значи „северно од језера“, а Хунан „јужно од језера“.
Језеро се налази у поплавном подручју реке Јангце и стога његова величина зависи од сезонских промена. У периоду од јула до септембра седиментима богате воде реке Јангце теку у језеро, тако да оно од 2.820 km² нарасте до 20.000 km².
Језеро Дунгтинг је значајно у кинеској култури и сматра се местом одакле су потекле трке змајевих чамаца.